# Philetor brachypterus
Philetor brachypterus is een vleermuis uit de familie der gladneuzen (Vespertilionidae) die voorkomt van Nepal tot de Filipijnen, Nieuw-Guinea en Nieuw-Brittannië. Het is de enige soort van het geslacht Philetor. Binnen deze soort worden vaak drie ondersoorten erkend (P. b. brachypterus (Temminck, 1840) uit Java, P. b. rohui Thomas, 1902 uit Nieuw-Guinea en P. b. verecundus (Chasen, 1940) uit Borneo en het Maleisisch schiereiland), maar recent onderzoek ondersteunt deze verdeling niet. Er bestaat een mogelijkheid dat Hypsugo anthonyi uit Myanmar ook tot het geslacht Philetor moet worden gerekend. In de Filipijnen komt dit dier voor in regenwoud op 475 tot 1400 m hoogte.
P. brachypterus kan herkend worden aan zijn zeer bijzondere genitaliën, die het geslacht ook de wetenschappelijke naam Philetor (Grieks voor "geliefde") hebben opgeleverd. De soortnaam, brachypterus, betekent "kortvleugelig" in het Grieks. Een exemplaar uit Chimbu Province (Papoea-Nieuw-Guinea) heeft een kop-romplengte van 54,8 mm, een staartlengte van 36,9 mm, een voorarmlengte van 35,3 mm, een achtervoetlengte van 8,7 mm, een oorlengte van 14,1 mm en een gewicht van 11,2 mm. Voor drie dieren uit het Kitangladgebergte in de Filipijnen bedraagt de totale lengte 93 tot 96 mm, de staartlengte 35 tot 36 mm, de achtervoetlengte 10 mm, de oorlengte 13 tot 15 mm, de voorarmlengte 36 tot 37 mm en het gewicht 11 tot 15 g.